# Lionheart (Kate Bush)

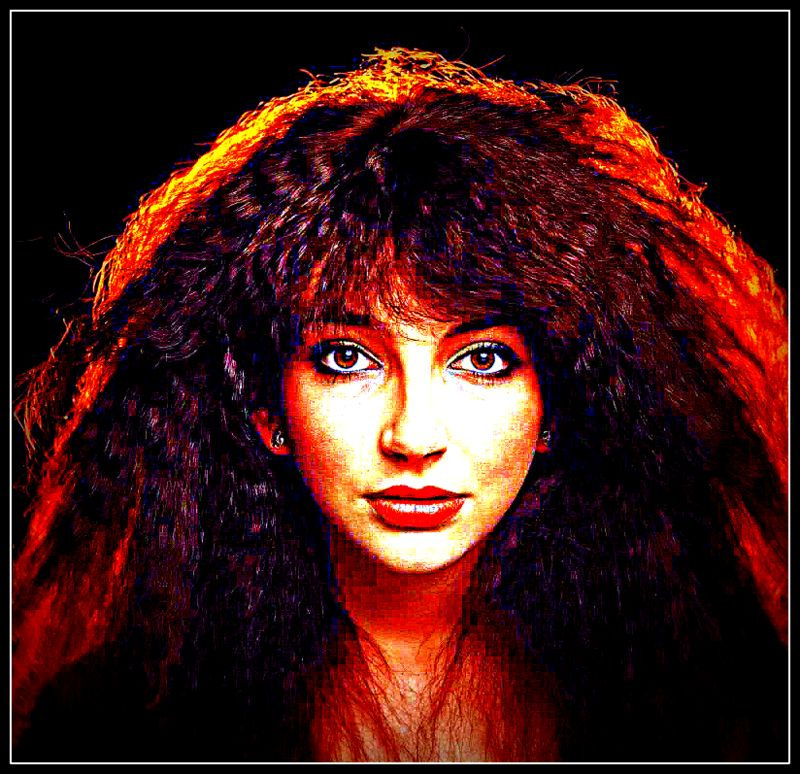
Kate Bush op de hoes van Hammer horror

Lionheart is het tweede album van singer-songwriter Kate Bush en dateert uit 1978.
Het album behaalde de 6e plaats in de hitlijsten van het Verenigd Koninkrijk (het enige album van Bush dat aldaar niet in de top-5 staat) en de 5e plaats in de Nederlandse album top 100.

## Achtergrond
Lionheart werd 9 maanden na de release van The Kick Inside uitgegeven. Bush was zeer ontevreden over de korte tijdspanne die EMI haar schonk voor het opnemen van dit album. Het album werd opgenomen in Nice.
Van de tien nummers op het album, waren slechts Symphony in blue, Fullhouse en Coffee homeground recente composities van Bush. De rest had zij reeds als tiener geschreven.
Literaire en cinematografische invloeden zijn rijk op het album. In search of Peter Pan is gebaseerd op het verhaal van J.M. Barrie en bevat een sample van When you wish upon a star uit de Disneyfilm Pinokkio. Coffee homeground is gebaseerd op Arsenic and Old Lace. Het lied Hammer horror gaat over een theaterproductie van De klokkenluider van de Notre Dame  en ontleent zijn naam aan de Britse filmstudio Hammer Horror. In Wow bezingt Bush The Sweeney.
De eerste single van het album was Hammer horror. Het lied behaalde de 44ste plaats in de UK singles chart. In Nederland bereikte het de 25ste plaats in de top 40.
Wow was de tweede single en behaalde de 14e plaats in het Verenigd Koninkrijk.

## Nummers
1. "Symphony in blue"
2. "In search of Peter Pan"
3. "Wow"
4. "Don't push your foot on the heartbrake"
5. "Oh England, my lionheart"
6. "Fullhouse"
7. "In the warm room"
8. "Kashka from Baghdad"
9. "Coffee homeground"
10. "Hammer horror"